# Histoire de la Caroline du Sud

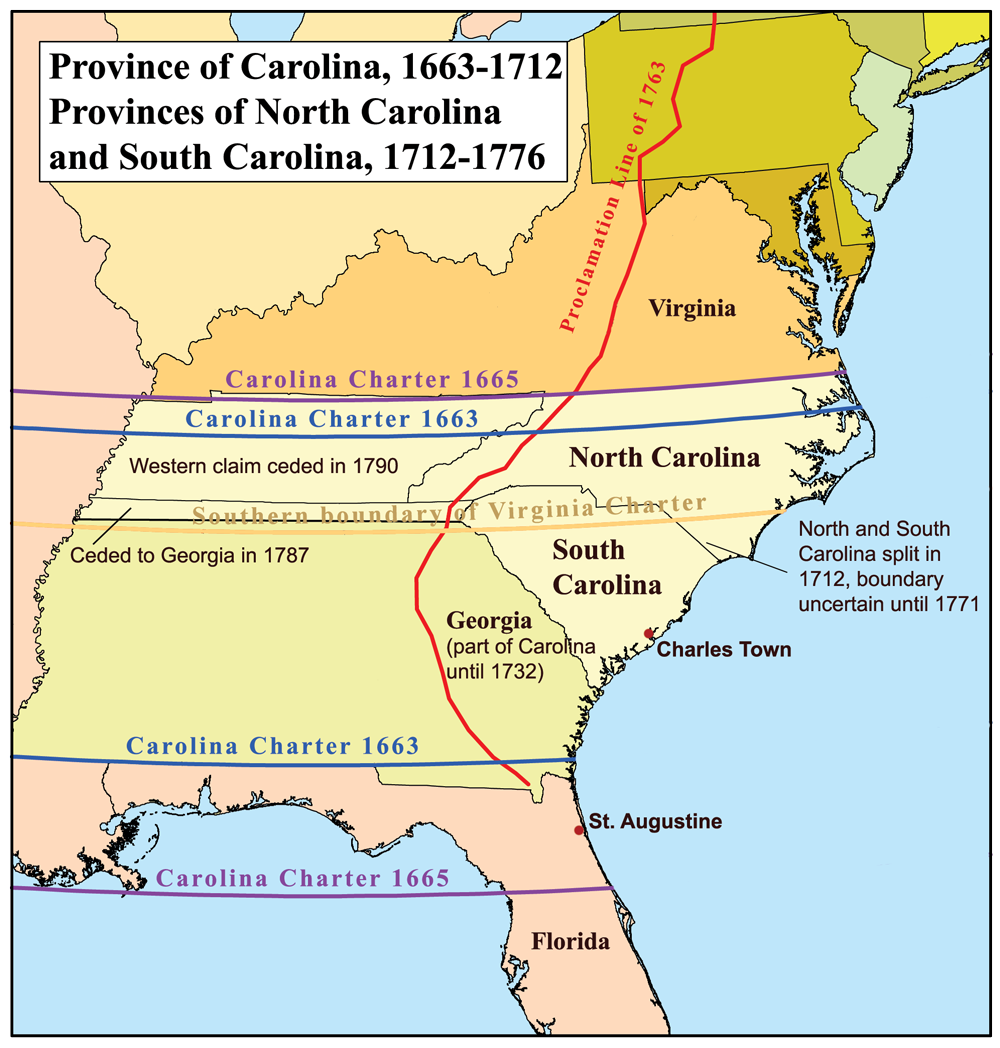
Carte des Carolines et de leur partage.

Cet article retrace l'Histoire de la Caroline du Sud.

## La colonie éphémère duXVIesiècle
La Caroline du Sud fut peuplée sous forme de colonie éphémère par des colons français Huguenots dès 1562 lors de la création de la Floride française. 
Ils fondèrent Charlesfort, puis Fort Caroline, pour défendre cette colonie éphémère (1562-1565). Les Espagnols occupèrent à leur tour la même île Parris avec l'implantation de la mission jésuite Santa Elena (1566-1587).

## La nouvelle colonie fondée en 1663
La Caroline anglophone est créée dès 1663 par des émigrés de la Barbade, le roi Charles II d'Angleterre accordant une charte à huit de ses partisans en reconnaissance de l'aide qu'ils lui avaient apporté lors de la restauration catholique. Ils fondent une Compagnie privée, dont le premier gouverneur arrive en 1664, mais la colonie, peu peuplée végète.
La proportion d'engagés volontaires blancs dans la population variait de 70% à 85% sur les 15000 arrivées en Caroline entre 1630 et 1680, mais parmi eux 60% ne survivent pas aux quatre années moyenne des contrats d'engagement, malgré leur jeunesse: les deux tiers ont entre 15 et 25 ans.
Les planteurs de tabac n'exploitant pas la même terre plus de trois ans, afin de pallier l'usure des sols. Pour compléter leurs revenus colons achètent des peaux de cerfs  auprès des tribus indiennes, en échange d'armes et de munitions, allant parfois les chercher dans l'intérieur des terres. 
Plus tard, ils achètent des prisonniers amérindiens, qu'ils installent dans les premières rizières de Caroline : en 1708, environ un sixième de la population de cette colonie est constitué d'amérindiens réduits en esclavage, d'autres étant expédiés sur les marchés d'esclaves de la Caraïbe. Au cours des quatre premières décennies d'existence de la Caroline, près de 20.000 amérindiens furent réduits en esclavage, dont une majorité de femmes. 
En 1685, les 200000 Amérindiens du sud-est des futurs États-Unis sont encore 4 fois plus nombreux que les Blancs mais ils ne sont plus que 67000 en 1730, dont seulement 5000 à l'est des Appalaches. Ce sont les Européens qui sont à cette époque deux fois plus nombreux qu'eux. Le nombre d'Amérindiens se stabilise ensuite car ils ont développé des systèmes immunitaires. 
Les colons ont ensuite préféré importer des esclaves noirs, en majorité des hommes, jugés moins enclins à s'échapper et dont les arrivages étaient plus prévisibles, d'autant qu'ils ont les moyens d'en acheter car les rendements du riz de Caroline sont bien supérieurs, 20% par an contre 5% à 10% pour le tabac de Virginie, enrichissant une élite agricole plus récente. La Caroline s'est tournée vers la culture du riz vers 1690, car elle est adaptée aux terres inondables. Les esclaves noirs l'importent de l'Afrique de l'Ouest et les débouchés commerciaux sont de plus en plus les îles à sucre des Antilles, où la traite négrière s'est intensifiée un peu avant le milieu du siècle.

## La guerre de Yamasee
Entre-temps, en 1715-1717, la Guerre des Amérindiens de Yamasee fait 400 victimes blanches, en vengeance de l'esclavage. 
Après la guerre de Yamasee de 1715-1717, les lords-propriétaires sont soumis à une pression croissante des colons et sont forcés de renoncer à leur charte en 1719, date à laquelle la colonie est officiellement divisée en provinces de Caroline du Nord et de Caroline du Sud comme colonies de la couronne.
La Caroline est séparée en deux en 1719 après la première grande révolte noire. Les protestants vont au Nord. La Caroline du Sud aux origines barbadaise depuis 1664, fut l'une des premières à pratiquer la traite des esclaves. 

### L'essor de la production de riz
Pour compléter leurs revenus, les colons de Virginie achetaient des peaux de cerfs auprès des tribus indiennes, en échange d'armes et de munitions, allant parfois les chercher dans l'intérieur des terres. Plus tard, ils achètent des prisonniers amérindiens, qu'ils installent dans les premières rizières de Caroline : en 1708, environ un sixième de la population de cette colonie est constitué d'amérindiens réduits en esclavage, d'autres étant expédiés sur les marchés d'esclaves de la Caraïbe. Au cours des quatre premières décennies d'existence de la Caroline, près de 20.000 amérindiens furent réduits en esclavage, dont une majorité de femmes. 
En 1700, les 2800 esclaves noirs de Caroline représentaient 40% de la population non-amérindienne de Caroline, proportion bien plus élevée qu'en Virginie. Leurs arrivées représentent 1000 personnes dans les années 1690 puis respectivement 3000 et 6000 au cours des décennies suivantes. Dès 1720 ils pèsent bien plus de la moitié de la population, proportion qui ne va cesser de s'accroître. La culture du riz permet des économies d'échelle sur des plantations plus grandes que celle de tabac, avec une plus forte proportion d'esclaves, qui atteint 90% dans certains comtés. Ils travaillent dans l'eau, exposés aux insectes et maladies. 
La production rizicole passe 0,26 million de livres en 1700 à 6 millions dans les années 1720 et 16 millions dans les années 1730. La demande est dopée dans les années 1730 par la forte immigration de familles modestes écossaises et irlandaises qui s'installènt au pied des Appalaches. Le représentant de la colonie Henry Laurens, exporte du bois acheté au Piémont des Appalaches en échange de riz, par Charleston, devenu le plus grand port du Sud. En 1730, la Caroline, où 80% des Blancs possèdent des esclaves dans certains secteurs rizicoles, compte deux esclaves pour un européen, la proportion est inverse en Virginie. Les deux Caroline, du Sud et du Nord, ont chacune 34000 habitants, avec 29% de Blancs pour la première et 78% pour la seconde.

## Les révoltes d'esclaves
Dès 1720 près de 65 % de la population était constituée d'esclaves. Le pourcentage atteint même 90 % en 1728, quand les 28 000 Noirs de l'ethnie Gullah se révoltent et menacent de tuer les 3 000 blancs. Repliés au Fort Antoine, ils sont repris par des troupes de Jamaïque. Les évadés sont cachés dans les villages séminoles à qui ils transmettent la connaissance du riz de Sierra Leone. Nouvelle révolte noire en 1739, la rébellion de Stono (incendie de sept plantations, meurtre de 20 blancs et fuite du gouverneur William Bull), puis en 1741  les blancs embauchent des vigiles à tour de bras. Une loi de la Caroline du Sud prononce une amende de 100 livres sterling contre le maître qui apprend à lire à ses esclaves.
Vers 1750, la guerre contre les esclaves est déjà gagnée. Les deux Carolines comptent 100 000 habitants, autant que la Virginie. La traite passe par l'île africaine de Bunce, en Sierra Leone, où la firme anglaise Grand, Sargent and Oswald achète des esclaves de l'ethnie Gullah, celle d'Oncle Bens, pour approvisionner le plus riche planteur en riz et futur représentant de la colonie Henry Laurens, qui exporte du bois (acheté au Piémont des Appalaches en échange de riz) par Charleston, devenu le plus grand port du Sud. Les plantations de riz, introduites par les noirs évadés vers 1730, rivalisent avec celles de tabac, et nourrissent les nombreux colons du Piémont des Appalaches. Certains immigrants d'origine irlandaise et allemande préfèrent aller vers le nord, en Virginie, dans la vallée de Shenandoah.

## Période contemporaine
Après la guerre de Sécession, la situation des Noirs ne s'améliore que très peu dans l’État en dépit de l'abolition de l'esclavage. Des patrouilles continuent de harceler voire d'assassiner des Noirs ; ceux-ci sont également privés de facto de leurs droits civiques pourtant théoriquement reconnus et la loi leur interdit l'exercice de toutes professions « artistiques, commerciales ou industrielles », leur permettant seulement de devenir domestiques ou valets de ferme.